# Serrat de les Perdius Blanques
El Serrat de les Perdius Blanques és una serra situada al municipi de Meranges, a la comarca de la Baixa Cerdanya, amb una elevació màxima de 2.752 metres.